# Cairo Bears
I Cairo Bears sono una squadra di football americano del Quinto Insediamento, in Egitto, fondata nel 2013.

## Dettaglio stagioni

### Tornei nazionali

#### Campionato

##### ENFL
| Stagione | regular season | regular season | regular season | regular season | regular season | regular season | playoff | playoff | playoff | playoff | playoff | playoff       | playoff          |
|          | Vin            | Par            | Per            | Tot            | PF             | PS             | Vin     | Per     | Tot     | PF      | PS      | risultato     | avversaria       |
| -------- | -------------- | -------------- | -------------- | -------------- | -------------- | -------------- | ------- | ------- | ------- | ------- | ------- | ------------- | ---------------- |
| 2015     | 0              | 0              | 4              | 4              | 28             | 237            | -       | -       | -       | -       | -       | -             | -                |
| 2016     | 0              | 0              | 5              | 5              | 42             | 124            | -       | -       | -       | -       | -       | -             | -                |
| 2017     | 0              | 0              | 4              | 4              | 26             | 146            | -       | -       | -       | -       | -       | -             | -                |
| 2018     | 3              | 0              | 2              | 5              | 137            | 77             | -       | -       | -       | -       | -       | -             | -                |
| 2019     | 4              | 0              | 1              | 5              | 101            | 54             | 0       | 1       | 1       | 14      | 21      | Semifinale    | MSA Tigers       |
| 2021     | 2              | 0              | 2              | 4              | 66             | 41             | 0       | 1       | 1       | 13      | 21      | Egyptian Bowl | Cairo Hellhounds |
| Totale   | 9              | 0              | 18             | 27             | 400            | 679            | 0       | 2       | 2       | 27      | 42      |               |                  |

Fonti: Enciclopedia del Football - A cura di Roberto Mezzetti

### Riepilogo fasi finali disputate
| Anno           | Luogo               | Evento | Fase del torneo | Incontro                       | Risultato |
| 19 aprile 2019 |                     | ENFL   | Semifinale      | Cairo Bears - MSA Tigers       | 14 - 21   |
| 2 luglio 2021  | Città del 6 ottobre | ENFL   | Egyptian Bowl   | Cairo Hellhounds - Cairo Bears | 21 - 13   |